# Focaloide

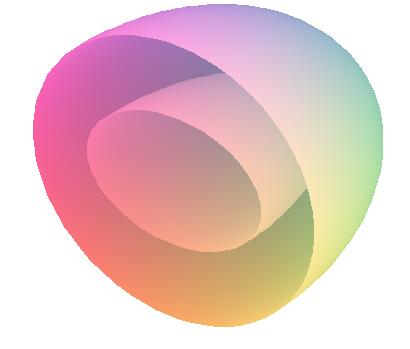
Sección de un focaloide en 3D

En geometría, un focaloide es una capa delimitada por dos elementos concéntricos, que son elipses confocales (en 2D) o elipsoides confocales (en 3D). Cuando el espesor de la capa se vuelve despreciable, se denomina focaloide delgado.

## Definición matemática (3D)
Si una superficie límite está dada por
{\displaystyle {\frac {x^{2}}{a^{2}}}+{\frac {y^{2}}{b^{2}}}+{\frac {z^{2}}{c^{2}}}=1}
con semiejes a, b, c la segunda superficie viene dada por
{\displaystyle {\frac {x^{2}}{a^{2}+\lambda }}+{\frac {y^{2}}{b^{2}+\lambda }}+{\frac {z^{2}}{c^{2}+\lambda }}=1.}
El focaloide delgado está dado por el límite {\displaystyle \lambda \to 0}.
En general, un focaloide puede entenderse como una capa que consiste en dos superficies de coordenadas cerradas de un sistema de coordenadas elipsoidal confocal.

## Confocalidad
Los elipsoides comparten los mismos focos, lo que se da para el ejemplo anterior por
{\displaystyle f_{1}^{2}=a^{2}-b^{2}=(a^{2}+\lambda )-(b^{2}+\lambda ),\,}
{\displaystyle f_{2}^{2}=a^{2}-c^{2}=(a^{2}+\lambda )-(c^{2}+\lambda ),\,}
{\displaystyle f_{3}^{2}=b^{2}-c^{2}=(b^{2}+\lambda )-(c^{2}+\lambda ).}

## Significado físico
Un focaloide se puede utilizar como un elemento de construcción de una distribución de materia o carga. La importancia particular de los focaloides reside en el hecho de que dos focaloides diferentes pero confocales de la misma masa o carga producen la misma acción sobre una masa o carga de prueba en la región exterior.